# Brian Lesher
Brian Herbert Lesher (Wilrijk, 5 maart 1971) is een voormalige Amerikaans-Belgisch honkballer.

## Levensloop
Lesher speelde in de Major League Baseball. Hij speelde bij drie verschillende teams tijdens zijn carrière van 1996 tot 2002, met name bij de Oakland Athletics, de Seattle Mariners en de Toronto Blue Jays. Lesher was de eerste (en tot nog toe enige) Belg die ooit in de MLB speelde.
Hij begon zijn MLB-carrière bij de Oakland Athletics in 1996. Daar speelde hij drie opeenvolgende jaren voor hij de overstap naar de Seattle Mariners, in 2000
, en de Toronto Blue Jays, in 2002, maakte. Zijn meest productieve seizoen was dat van 1997, waarin hij 46 games speelde en 4 homeruns, 14 RBI's, 17 runs en 4 stolen bases scoorde.
Leshers totale slaggemiddelde (over vijf seizoenen) was .224, waarbij hij negen homeruns en 38 RBI's scoorde in 108 wedstrijden.

## Privéleven
Brians vader John Lesher was een Amerikaans basketballer die van 1967 tot 1973 in België bij BUS Lier speelde daarna keerde hij met Brain terug naar de Verenigde Staten.